# Giuseppe Crippa (imprenditore)
Giuseppe Crippa (Robbiate, 5 maggio 1935 – Merate, 5 luglio 2025) è stato un imprenditore italiano, dal 2022 alla morte tra gli uomini più ricchi d'Italia secondo Forbes.
Era il fondatore dell'azienda tecnologica Technoprobe di cui è stato Amministratore delegato fino al 2017. Era indicato da Forbes tra le persone più ricche d'Italia con un patrimonio stimato di 4,1 miliardi di euro.

## Biografia
Nato a Robbiate nel 1935. Cresce a Robbiate, in provincia di Lecco, durante la seconda guerra mondiale.
Frequenta un istituto tecnico a Bergamo e negli anni Cinquanta ottiene il primo impiego nella società ingegneristica Breda.
Nel 1960, a 25 anni si avvicina al mondo dei microchip quando iniziò a lavorare per l’azienda di semiconduttori Sgs.
Nel 1962 Sgs lo manda nella Silicon Valley per studiare e portare in Italia la tecnologia dei semiconduttori sviluppata da Robert Noyce e Gordon Moore alla Fairchild Semiconductor a Mountain View, creando una produzione industrializzata dei transistori NPN.
Nel 1963 torna in Italia e inizia a gestire un nuovo reparto con uno staff di una dozzina di collaboratori avviando la produzione dei primi transistori al silicio. Si tratta della prima linea di produzione in Italia ma anche in Europa.
Negli anni seguenti ricopre in azienda svariati ruoli: da responsabile di produzione a responsabile dei processi fino ad arrivare a responsabile della qualità a livello globale.
Nel 1989, grazie all’aiuto del figlio Cristiano, decide di avviare una piccola impresa di produzione di sonde destinate al mercato delle probe card, schede sonda utilizzate per testare i chip e in quegli anni prodotte solo negli Stati Uniti. Queste sonde infatti, in un mercato ancora molto acerbo, erano di qualità relativamente bassa e avevano bisogno di frequenti riparazioni in corso di utilizzo, aprendo lo spazio di mercato per un prodotto di qualità non importato.
Nel 1993 una grossa parte di casa a Merate era dedicata alla nuova impresa diventando un laboratorio artigianale: era occupato il garage, la soffitta e il seminterrato. Crippa assunse i primi due dipendenti. Anche la moglie di Crippa, Mariarosa, era coinvolta dando una mano per la parte amministrativa.
Nel 1995, a 60 anni, Crippa riceve una proposta di liquidazione per andare in pensione da STMicroelectronics. Anziché dedicarsi alla pensione decide di investire la liquidazione e costituisce formalmente l’azienda Technoprobe S.r.l., la prima azienda in italia a dedicarsi alla produzione e la vendita di Probe cards.
Nel 1996, grazie alla liquidazione decide di abbandonare il suo ufficio a casa per trasferirsi in un impianto di 800 metri quadrati a Cernusco Lombardone assieme ad una decina di dipendenti e fino al 2017 rimane Amministratore delegato dell'azienda.
Durante la pandemia Covid, quando in Italia è partita la campagna vaccinale l'azienda ha donato gli spazi e pagato personale per allestire un hub nei capannoni della Technoprobe e in sei mesi sono state somministrate 160 mila dosi.
Il 15 febbraio 2022 l'azienda sbarca a Piazza Affari sull’Euronext Growth, la piattaforma di negoziazione di imprese competitive registrando un 12% al debutto, con una valutazione di 3,5 miliardi di euro, e le azioni sono state sospese per eccesso di rialzo. A seguito della quotazione in borsa, a 87 anni, nel 2022 diventa miliardario.

## Vita privata
Giuseppe Crippa, sposato con Mariarosa Lavelli, ha avuto tre figli: Cristiano, Roberto e Monica.